# 제4회 대종상
제4회 대종상의 시상식에 관한 내용이다.

## 수상 및 후보

### 최우수작품상
- 벙어리 삼룡이 - 신필름 수상

### 감독상
- 벙어리 삼룡이 - 신상옥 수상

### 시나리오상
- 남과 북 - 한운사 수상

### 남우주연상
- 달기 - 신영균 수상

### 여우주연상
- 청일전쟁과 여걸민비 - 최은희 수상

### 남우조연상
- 청일전쟁과 여걸민비 - 박노식 수상

### 여우조연상
- 빨간 마후라 - 윤인자 수상

### 촬영상
- 빨간 마후라 - 김종래 수상

### 편집상
- 잉여인간 - 유재원 수상

### 음악상
- 벙어리 삼룡이 - 정윤주 수상

### 미술상
- 청일전쟁과 여걸민비 - 송백규 / 김정항 수상

### 문화영화작품상
- 국립영화제작소 수상

### 녹음상
- 청일전쟁과 여걸민비 - 이경순 수상

### 공로상
- 벙어리 삼룡이 - 신필름 수상

### 신인상
- 잉여인간 - 김석강 수상